# Lego Star Wars: The Video Game
Lego Star Wars: The Video Game je videoigra, ki temelji na  licenčni liniji igrač družbe Lego, ki je postavljena v čas prve trilogije sage Vojne zvezd (Star Wars): Grozeča prikazen (The Phantom Menace), Napad Klonov (Attack of the Clones) in Sithovo Maščevanje (Revenge of the Sith) z bonus stopnjo iz četrte epizode (Novo upanje, naslov izvirnika A New Hope). Lego Star Wars je izšel 5. aprila 2005, mesec pred premiero zadnje posnete, tretje epizode sage Star Wars.
Traveller's Tales je razvil različici igre za igralni konzoli Xbox in PlayStation 2 ter verzijo za Microsoft Windows osebne računalnike, Griptonite Games pa je razvil različico za Game Boy. Vse te različice so izšle 5. aprila 2005. Raličica za Mac Os X razvijalca Aspyr je izšla avgusta 2005. Različica za GameCube je izšla 26. oktobra 2005. Vse različice sta založila Eidos Interactive in Lucas Arts.
Lego Star Wars je bila ocenjena kot igra za otroke in od spletne strani Kidzworld.com prejela nagrado za igro leta. Prejela je predvsem dobre ocene kritikov (ocena PC-različice v Metacriticu 77/100) in v Združenem kraljestvu v maju 2005 takoj pristala na vrhu lestvic. Pozneje je izgubila prva mesta zaradi igre Star Wars Episode III: Revenge of the Sith, ampak je čez mesec vseeno ohranila visoka mesta.
Nadaljevanje te igre, Lego Star wars: The Original Trilogy, je izšlo septembra 2006, združitev obeh iger, Lego Star Wars: The Complete Saga pa je izšla 6. novembra 2007.

## Povzetek
Zgodba v Lego Star Wars: The Videogame je kljub manjšim razlikam zelo podobna tisti v prvi trilogiji sage Star Wars. Scene v filmu, ki ne vključujejo veliko akcije, so v igri le bežno prikazane, ali pa so povsem prezrte. Scene so spremenjene tudi zato, da bi bile bolj smešne.
Igra je bila izdana pred zadnjo posneto epizodo vojne zvezd: Sithovo Maščevanje (Revenge of the Sith), kar je bila verjetno marketinška poteza, saj je v igri predstavljena osnovna zgodba tega filma. Da pa ne bi pokvarili užitka ob gledanju filma, je večina kritikov na to opozorila.

## Igranje

### Liki
Lego Star Wars dovoljuje igranje 56 različnih likov. Liki so zmodelirani kot resnične minifigure Lego (ampak imajo veliko večjo gibljivost) in ko umrejo, razpadejo na dele lego, ki jih sestavljajo. Med liki, vključenimi v igro, je velika pestrost. Odklepati jih je mogoče s končevanjem stopenj ali z nakupom v lokalu »Dexter's Diner«. Različni liki imajo različne sposobnosti. Kot primer, Jedi lahko izvede dvojni skok, uporablja svetlobne meče in nadzira Silo, s katero lahko aktivira ali dviga nekatere objekte Lego ali pa pokonča določene naspronike. Jar-Jar Binks, Greviosuva telesna straža in General Grevious lahko skačejo višje, kar jim omogoča prehod drugim likom nedosegljivih predelov. Liki s strelnimi orožji imajo sposobnost uporabljati kavelj, s katerim se lahko povzpnejo na drugim nedosegljive predele. Droidi se zaradi njihove neoboroženosti lahko potikajo po stopnjah ne da bi bili napadeni s strani nasprotnih likov; protokolni in astro droidi lahko tudi odpirajo določena vrata, asto droidi lahko tudi onesposabljajo sovražnike, ki so droidi. Vsak lik, z izjemo PK Droida, Gonk Droida in Kanclerja Palpatina, ima posebne sposobnosti.
Odklenjene like lahko igrate tudi v nadaljevanju igre: Lego Star Wars: The Original Trilogy s pomočjo dodatka imenovanega »use old save«, ki stane 250,000 »Lego čepkov«.
Ker Lego Star Wars: The Videogame temelji na prvih treh filmih Star wars sage Luke Skywalker, Han Solo, Jawa in ostali liki iz originalne trilogije niso prikazani. Kakorkoli, če dokončate zadnji, bonus stopnjo iz četrte epitode se v vaš seznam igralnih likov takoj dodata Darth Vader in stormtrooper, upornik (rebel) in Princesa Leia pa postaneta na voljo v trgovini  v »Dexter's Diner«.

### Free Play
Večino stopenj v Lego Star Wars: The Video Game lahko potem, ko stopnjo do konca odigrate v »Story« načinu igrate v »Free Play« načinu. »Free Play« je način, ki omogoča igranje stopnje s katerimkoli izbranim do tedaj odklenjenim likom, kar »Story« način onemogoča, saj lahko v slednjem igrate le z vnaprej določenimi karakterji, ki nastopajo v stopnji. »Free Play« omogoča tudi dostop do območij, ki so bila med prvim igranjem nedosegljiva, saj boste lahko igrali na primer lika, ki lahko skoči višje (katerega v »Story« načinu niste imeli na voljo), in z njim skočili na med prvim igranjem nedosegljivo polico. Stopnje, v katerih igrate v vozilih, ni mogoče igrati v »Free Play« načinu, so pa lahko, kot vse druge, zopet v »Story« načinu.

### Dexter's Diner
«Dexter's Diner« je območje, kjer igralec določa, katero stopnjo bo odigral ali pa vstopi v »parkirišče« kjer si lahko ogleda vozila. Dele teh vozil lahko najde med stopnjami s pobiranjem »minikit«-ov Na parkirišču se pogosto odvijajo tudi boji med dobrimi in zlobnimi liki, ki se potem, ko jih dodate v listo igralnih likov, sprehajajo po »Dexter's Diner«. Pri prodajnem pultu v »Dexter's Diner« igralec z Lego čepki kupuje odklenjene bonuse, like in namige.

### Različica za GameBoy
Različica igre za Game Boy Advance (GBA) ima z ostalimi verzijami nekaj razlik (predvsem zaradi prenosljivosti). Igralnih likov je manj (samo 15, brez uporabe goljufij), lego čepki so manj vredni (siv Lego čepek je vreden 1, moder 5 in rumen 10), manj stopenj, ni dvoigralskega načina in sestavlja mirnejši okvir kot različice za domače konzole.
Vsi liki s svetlobnimi meči so sposobni odbiti izstrelke (pod pogojem, da je izstrelek namenjen njim) in vsak lik ima svoj način odbijanja in napadanja. So tudi edini, ki imajo sposobnost uporabljanja Sile, da rokujejo z razstavljenimi policami in stikali. V ostalih različicah igre lahko Jediji lahko odbijejo izstrelke le, če jih sovražnik izstreli naravnost pred njih, ne pa tudi, če jih izstreli v jedijev hrbet ali bok. Na GameBoy različici lahko liki s strelnim orožjem lahko izstrelek izstrelijo z daljšim držanjem gumba, zaradi česar je izstrelek močnejši in lahko ubije več sovražnikov naenkrat, jediji pa nimajo možnosti odbijanja izstrelkov.

## Sistemske zahteve
operacijski sistem: Windows 2000/XP, Procesor: PIII 1 GHz, RAM: 256 MB, Trdi disk: 500 MB prostora, Grafična kartica: 32 MB, Zvočna kartica, združljiva z DirectX 9, CD-ROM pogon.